# 성 흐리스토둘로스
성 흐리스토둘로스 라트리노스(Όσιος Χριστόδουλος ο Λατρηνός) 또는 파트모스의 흐리스토둘로스(Χριστόδουλος ο εν Πάτμω)는 1021년경 소아시아 비티니아 니케아에서 태어났다. 그는 수도자가 되었고, 처음엔 카리아의 라트모스산에서 수도원과 도서관을 세웠다. 나중에 알렉시오스 1세 콤니노스의 도움으로 1079년 파트모스섬에 성 요한 복음사가의 이름을 딴 수도원을 세웠고, 이 수도원은 오늘날에도 여전히 흐리스토둘로스 수도원이라고 불리기도 한다.
아랍인들의 침공 이후, 흐리스토둘로스는 에비아섬으로 피신했고, 그곳에서 1093년 혹은 1101년에 사망했다.  성 흐리스토둘로스는 정교회에서 10월 21일과 3월 16일에 기념된다.